# Lao shu jie
Lao shu jie – hongkoński komediowy film akcji w reżyserii Hark-On Funga wydany 15 maja 1981 roku.
Film zarobił 1 396 271 dolarów hongkońskich w Hongkongu.

## Obsada
Źródło: Internet Movie Database

- Lau Kar-wing
- Hoi Sang Lee
- Hark-On Fung
- Alice Lau – Lau Nga-lai
- Melvin Wong
- Wilson Tong